# Hemimyzon taitungensis
Hemimyzon taitungensis е вид лъчеперка от семейство Balitoridae. Видът е световно застрашен, със статут Уязвим.

## Разпространение
Разпространен е в Провинции в КНР и Тайван.